# Ваґі
Ваґі (пол. Wagi) — село в Польщі, у гміні Пшитули Ломжинського повіту Підляського воєводства.
Населення — 85 осіб (2011).
У 1975-1998 роках село належало до Ломжинського воєводства.

## Демографія
Демографічна структура станом на 31 березня 2011 року:
|          | Загалом | Допрацездатний вік | Працездатний вік | Постпрацездатний вік |
| -------- | ------- | ------------------ | ---------------- | -------------------- |
| Чоловіки | 34      | 10                 | 22               | 2                    |
| Жінки    | 51      | 7                  | 37               | 7                    |
| Разом    | 85      | 17                 | 59               | 9                    |